# 부정맥
부정맥(不整脈, 영어: cardiac dysrhythmia, heart arrhythmia)은 심장 박동이 고르지 못하고 불규칙한 상태를 말한다. 심장은 성인 기준으로 1분에 60회 정도 규칙적으로 뛴다. 그러나 지나치게 빠르거나, 늦거나 혹은 맥박이 불규칙하게 뛰는 것을 부정맥이라고 한다. 심할 경우 심방의 맥박이 분당 350~600회까지 가는 경우도 있다. 이를 가리켜 '심방세동'이라고 한다.
대부분의 부정맥은 효과적인 치료가 가능하다. 치료에는 약물, 인공심박조율기와 같은 절차, 수술을 포함할 수 있다.

## 부정맥의 종류
- 심실세동
- 심방세동
- 심방조동
- 회귀성빈맥
- 방실1도차단
- 방실2도차단
- 방실3도차단
- 방실완전차단
- 방실분리
- 빈맥
- 서맥

### 심실성 부정맥
심실성 부정맥은 His속이 좌우각으로 갈라진 이하부위에서 발생되는 부정맥으로 심실내 자동능의 증가나 심실내 회귀로 발생한다. 심실성 부정맥으로 인한 혈역학적 영향은 심박동수, 부정맥 발작기간, 심방기능의 소실, 계통적 심실수축의 소실 등에 의해 나타나며, 그 영향은 심실성 부정맥의 종류와 환자의 심실기능 정도에 따라 달라진다. 즉 심실빈맥이 정상인에서 발생할 때는 혈역학적 영향이 없을 수도 있으나 같은 부정맥이 심실기능이 저하된 환자에서 발생할 때는 심박출량을 매우 감소시켜 실신이나 돌연심장사(sudden cardiac death)를 일으키기도 한다. 심실성 부정맥은 심실조기박동, 심실빈맥, 심실세동 및 기타 심실성 부정맥으로 나눈다.

## 참고 문헌
- 최윤식, 《제3판 임상심전도학》, 서울대학교출판부, 1998, p.109